# Зорман, Альфред
Альфред Рихард Готхильф Зорман (нем. Alfred Richard Gotthilf Sormann; 16 мая 1861, Данциг — 17 сентября 1913, Берлин) — немецкий пианист и композитор.
Учился в Гамбурге у Фридриха Адольфа Мертенса, затем в Берлинской высшей школе музыки у Эрнста Рудорфа, Карла Генриха Барта, Филиппа Шпитты и Вольдемара Баргиля. В 1885 году занимался под руководством Ференца Листа. Концертировал с 1886 года, в 1889 году получил звание придворного пианиста великого герцога Мекленбург-Стрелицкого Фридриха-Вильгельма.
Автор опер «Тиволийская сивилла» (нем. Die Sibylle von Tivoli; 1902, Берлин, по одноимённой новелле Рихарда Фосса) и «Король Гаральд» (нем. König Harald; 1909, Штеттин), фортепианного концерта, двух струнных квартетов, фортепианного трио и других фортепианных пьес.
Преподавал клавир в Консерватории Штерна и в консерватории, основанной Оскаром Айхельбергом. Среди учеников Зормана, в частности, композитор Карл Кемпф и музыкальный критик Пауль Беккер.